# Volta a Castella i Lleó 2016
La Volta a Castella i Lleó 2016, 31a edició de la Volta a Castella i Lleó, es disputà entre el 15 i el 17 d'abril de 2016, sobre un total de 488,3 km, repartits entre tres etapes. La cursa formà part del calendari de l'UCI Europa Tour 2016, amb una categoria 2.1.
El vencedor final fou l'espanyol Alejandro Valverde (Movistar Team), vencedor de les dues darreres etapes i de la classificació per punts, que s'imposà per mig minut a Peio Bilbao (Caja Rural-Seguros RGA). Completà el podi el portuguès Joni Brandao (Efapel).
En les altres classificacions secundàries Raúl Alarcón (W52-FC Porto-Porto Canal) guanyà la classificació de la muntanya i el Movistar Team la classificació per equips.

## Equips
Quinze equips prendran part en aquesta edició:
- equips World Tour: Movistar Team
- equips continentals professionals: Caja Rural-Seguros RGA, Drapac Professional Cycling, One Pro Cycling, Stölting Service Group
- equips continentals: Euskadi Basque Country-Murias, Burgos-BH, Team Manzana Postobon, Inteja-MMR Dominican Cycling Team, Lokosphinx, Rádio Popular Boavista, W52-FC Porto-Porto Canal, Efape, Sporting Clube de Portugal/Tavira, Boyacá Raza de Campeones

## Etapes
| Etapa    | Data       | Recorregut                       |                   | Km    | Vencedor d'etapa         | Líder de la general      | Ref.  |
| -------- | ---------- | -------------------------------- | ----------------- | ----- | ------------------------ | ------------------------ | ----- |
| 1a etapa | 15 d'abril | Alcañices - Bragança             | Etapa accidentada | 166,3 | Carlos Betancur (COL)    | Carlos Betancur (COL)    | [ 2 ] |
| 2a etapa | 16 d'abril | Bragança - Fermoselle            | Etapa de muntanya | 208,0 | Alejandro Valverde (ESP) | Carlos Betancur (COL)    | [ 3 ] |
| 3a etapa | 17 d'abril | Salamanca - Alt de la Plataforma | Etapa de muntanya | 179,2 | Alejandro Valverde (ESP) | Alejandro Valverde (ESP) | [ 1 ] |

## Classificació general
|    | Ciclista                 | Equip                         | Temps       |
| -- | ------------------------ | ----------------------------- | ----------- |
| 1  | Alejandro Valverde (ESP) | Movistar Team                 | 13h 04' 55" |
| 2  | Peio Bilbao (ESP)        | Caja Rural-Seguros RGA        | + 30"       |
| 3  | Joni Brandao (POR)       | Efapel                        | + 1' 06"    |
| 4  | David Arroyo (ESP)       | Caja Rural-Seguros RGA        | + 1' 10"    |
| 5  | Jaime Rosón García (ESP) | Caja Rural-Seguros RGA        | + 1' 32"    |
| 6  | Winner Anacona (COL)     | Movistar Team                 | + 1 43"     |
| 7  | Rafael Ferreira (POR)    | W52-FC Porto-Porto Canal      | + 1 43"     |
| 8  | Garikoitz Bravo (ESP)    | Euskadi Basque Country-Murias | + 2' 23"    |
| 9  | Carlos Betancur (COL)    | Movistar Team                 | + 2' 51"    |
| 10 | Linus Gerdemann (GER)    | Stölting Service Group        | + 2' 51"    |